# Uruguay (folyó)
Az Uruguay folyó (spanyolul: Río Uruguay, portugálul: Rio Uruguai) egy folyó Dél-Amerikában. Alapvetően észak-déli irányban folyik, és határt képez Brazília és Argentína, illetve Argentína és Uruguay között.

## Földrajz
A folyó Brazíliában keletkezik a Canoas és Pelotas folyók összefolyásával. A folyó ezen a szakaszon egyenetlen, tagolt tájon folyik, zúgókat és vízeséseket alkotva. Brazíliában Rio Grande do Sul és Santa Catarina államok határát képezi. Ez a szakasza nem hajózható. Brazília és Argentína határán találhatók rajta a különleges Moconá-vízesések, amelyek nem a folyón keresztben, hanem hosszában húzódnak mintegy 3 km-en át.
Brazíliát elhagyva az Argentin-folyóköz tartományainak – Misiones, Corrientes és Entre Ríos – keleti határát alkotja, uruguayi részről pedig Artiges, Salto, Paysandó, Río Negro, Soriano és Colonia megyék nyugati határát.
Legnagyobb mellékfolyója a Río Negro. A Paraná folyóval összefolyva alkotja a Río de la Plata torkolatot.

## Fordítás
- Ez a szócikk részben vagy egészben az Uruguay River című angol Wikipédia-szócikk ezen változatának fordításán alapul.  Az eredeti cikk szerkesztőit annak laptörténete sorolja fel. Ez a jelzés csupán a megfogalmazás eredetét és a szerzői jogokat jelzi, nem szolgál a cikkben szereplő információk forrásmegjelöléseként.
- Ez a szócikk részben vagy egészben a Río Uruguay című spanyol Wikipédia-szócikk ezen változatának fordításán alapul.  Az eredeti cikk szerkesztőit annak laptörténete sorolja fel. Ez a jelzés csupán a megfogalmazás eredetét és a szerzői jogokat jelzi, nem szolgál a cikkben szereplő információk forrásmegjelöléseként.